# Борис Белчов
Борис Генчев Белчов е български офицер (полковник), военен деец от Втората световна война (1941 – 1945).

## Биография
Борис Белчов е роден на 7 юни 1896 година в Разград. Завършва Военното на Негово Величество училище и на 1 август 1917 г.е произведен в чин подпоручик. Служи последователно в 48-и пехотен полк и 13-a жандармерийска дружина. На 30 юни 1919 е произведен в чин поручик, а от 1925 г. служи в 19-а пехотна шуменска дружина, през 1926 е произведен в чин капитан, а от 1928 г. служи в 18-и пограничен участък.
През 1931 г. капитан Белчов е назначен на служба в 19-и пехотен шуменски полк, а от 1935 г. служи в 5-и ивизионен артилерийски полк. На 5 май същата година е произведен в чин майор, като служи и в Шуменското огнестрелно отделение и 18-и пограничен участък. Три години по-късно е назначен за домакин на 19-и пехотен шуменски полк, а през 1939 е преместен на служба в 39-и пехотен полк.
На 6 май 1939 г. Борис Белчов е произведен в чин подполковник, а от 1940 е командир на 7-и пограничен участък. В периода (1942 – 1943) подполковник Белчов командва 67-и пехотен полк, като на 3 октомври 1942 г. е произведен в чин полковник. От 1944 година интендант на 7-а пехотна рилска дивизия. Участва в първата фаза на българското участие във Втората световна война като командир на двадесет и втори пехотен тракийски полк. От 1945 е командир на Бреговия артилерийски полк. През 1946 година е назначен за началник на Инвалидния дом и началник-отдел за подпомагане на пострадалите от войните. Уволнен през 1947. Награждаван е с орден „За храброст“, IV степен, 1-ви клас..

## Военни звания
- Подпоручик (1 август 1917)
- Поручик (30 юни 1919)
- Капитан (1926)
- Майор (6 май 1935)
- Подполковник (6 май 1939)
- Полковник (3 октомври 1942)